# Surtees Racing Organisation
Pour les articles homonymes, voir Surtees.
La Surtees Racing Organisation est une ancienne écurie britannique de sport automobile. Créée en 1966 afin de permettre à son fondateur, le pilote John Surtees — multiple champion du monde en vitesse moto ainsi qu'en Formule 1 en 1964 — de participer au premier championnat CanAm, l'écurie devient constructeur en 1969 en concevant la TS5, une monoplace de Formule 5000. L'écurie participe ensuite en tant que constructeur au championnat du monde de Formule 1 entre 1970 et 1978.

## Historique

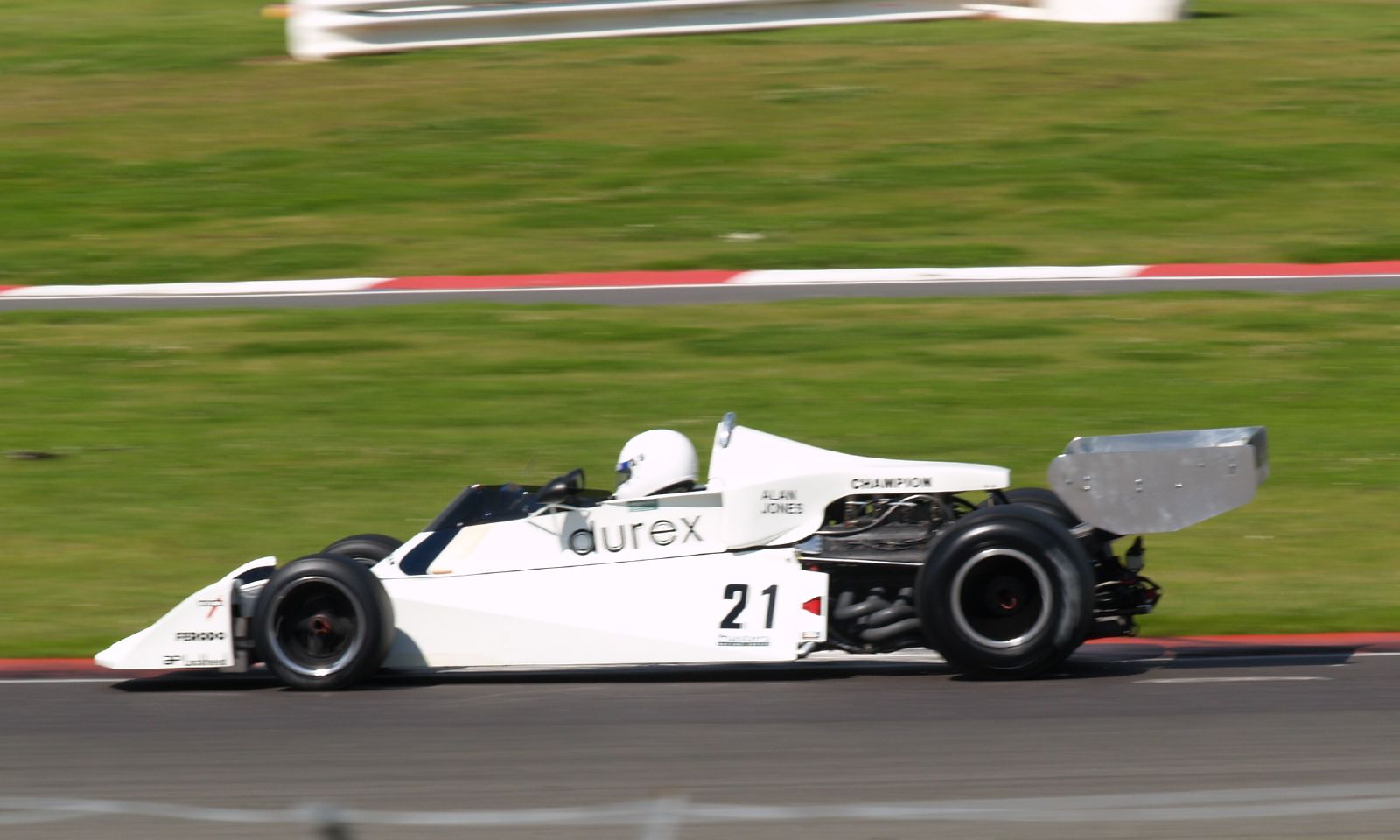
La Surtees TS19 en démonstration en 2007.

L'équipe Surtees a été fondée par John Surtees en 1966. Alors l'une des stars du championnat du monde de Formule 1 (qu'il dispute pour le compte de la Scuderia Ferrari et qu'il a remporté deux années auparavant), le pilote anglais décide de participer en parallèle au challenge CanAm, un nouveau championnat organisé en Amérique du Nord et qui met aux prises de puissants prototypes. La première saison de Surtees et de son équipe dans la discipline est un succès puisqu'il remporte le championnat au volant d'une Lola-Chevrolet.
En 1969, l'équipe Surtees acquiert le statut de constructeur en concevant une monoplace de Formule 5000. Inspiré par cette expérience, John Surtees dont la carrière de pilote touche à sa fin, décide d'engager son écurie dans le championnat du monde de Formule 1 à partir de 1970, à nouveau en tant que constructeur.

## Résultats en championnat du monde de Formule 1
| Saison | Écurie                                                                                                  | Châssis                               | Moteur           | Pneus     | Pilotes                                                                                             | Grands Prix disputés | Points inscrits | Classement |
| ------ | --- | ------------------------------------- | ---------------- | --------- | --------------------------------------------------------------------------------------------------- | -------------------- | --------------- | ---------- |
| 1970   | Team Surtees                                                                                            | McLaren M7C Surtess TS7               | Ford-Cosworth V8 | Firestone | John Surtees Derek Bell                                                                             | 7                    | 3               | 8e         |
| 1971   | Brooke Bond Oxo Racing Team Surtees Auto Motor und Sport Team Surtees Team Surtees                      | Surtees TS7 Surtees TS9               | Ford-Cosworth V8 | Firestone | John Surtees Rolf Stommelen Brian Redman Derek Bell Mike Hailwood Sam Posey                         | 11                   | 8               | 8e         |
| 1972   | Brooke Bond Oxo Racing Team Surtees Ceramica Pagnossin Team Surtees Team Surtees Flame Out Team Surtees | Surtees TS9 Surtees TS9B Surtees TS14 | Ford-Cosworth V8 | Firestone | Tim Schenken Andrea de Adamich Mike Hailwood John Surtees                                           | 12                   | 18              | 5e         |
| 1973   | Brooke Bond Oxo Racing Team Surtees Team Surtees Ceramica Pagnossin Team Surtees                        | Surtees TS9B Surtees TS14A            | Ford-Cosworth V8 | Firestone | Mike Hailwood Carlos Pace Luiz Bueno Andrea de Adamich Jochen Mass                                  | 15                   | 7               | 9e         |
| 1974   | Team Surtees Bang & Olufsen Team Surtees Memphis International Team Surtees                             | Surtees TS16                          | Ford-Cosworth V8 | Firestone | Carlos Pace Jochen Mass José Dolhem Derek Bell Dieter Quester Jean-Pierre Jabouille Helmuth Koinigg | 15                   | 3               | 11e        |
| 1975   | Team Surtees Team Surtees with National Organs                                                          | Surtees TS16                          | Ford-Cosworth V8 | Goodyear  | John Watson Dave Morgan                                                                             | 14                   | 0               | Non classé |
| 1976   | Team Surtees                                                                                            | Surtees TS19                          | Ford-Cosworth V8 | Goodyear  | Brett Lunger Alan Jones Henri Pescarolo Conny Andersson Noritake Takahara                           | 16                   | 7               | 10e        |
| 1977   | Durex Team Surtees Beta Team Surtees Team Surtees                                                       | Surtees TS19                          | Ford-Cosworth V8 | Goodyear  | Hans Binder Vittorio Brambilla Larry Perkins Patrick Tambay Vern Schuppan Lamberto Leoni            | 17                   | 6               | 11e        |
| 1978   | Durex Team Surtees Beta Team Surtees Team Surtees                                                       | Surtees TS19 Surtees TS20             | Ford-Cosworth V8 | Goodyear  | Vittorio Brambilla Rupert Keegan René Arnoux Beppe Gabbiani Gimax                                   | 16                   | 1               | 13e        |

| Saison | Écurie                                    | Châssis      | Moteur           | Pneus     | Pilotes            | Grands Prix disputés |
| ------ | ----------------------------------------- | ------------ | ---------------- | --------- | ------------------ | -------------------- |
| 1971   | Stichting Autoraces Nederland             | Surtees TS7  | Ford-Cosworth V8 | Firestone | Gijs van Lennep    | 1                    |
| 1972   | Team Gunston                              | Surtees TS9  | Ford-Cosworth V8 | Goodyear  | John Love          | 1                    |
| 1972   | Clarke-Mordaunt-Guthrie Racing            | Surtees TS9B | Ford-Cosworth V8 | Firestone | Andrea De Adamich  | 1                    |
| 1972   | Champcarr Inc.                            | Surtees TS9B | Ford-Cosworth V8 | Goodyear  | Sam Posey          | 1                    |
| 1974   | Escuderia Empressa Nacional Calvo Sotello | Surtees TS16 | Ford-Cosworth V8 | Firestone | Jorge de Bagration | 1 (0)                |
| 1974   | AAW Racing Team                           | Surtees TS16 | Ford-Cosworth V8 | Firestone | Leo Kinnunen       | 6                    |
| 1976   | Team Norev Racing with BS Fabrications    | Surtees TS19 | Ford-Cosworth V8 | Goodyear  | Henri Pescarolo    | 9                    |
| 1976   | Shellsport                                | Surtees TS16 | Ford-Cosworth V8 | Goodyear  | Divina Galica      | 1                    |
| 1977   | Melchester Racing                         | Surtees TS19 | Ford-Cosworth V8 | Goodyear  | Tony Trimmer       | 1                    |

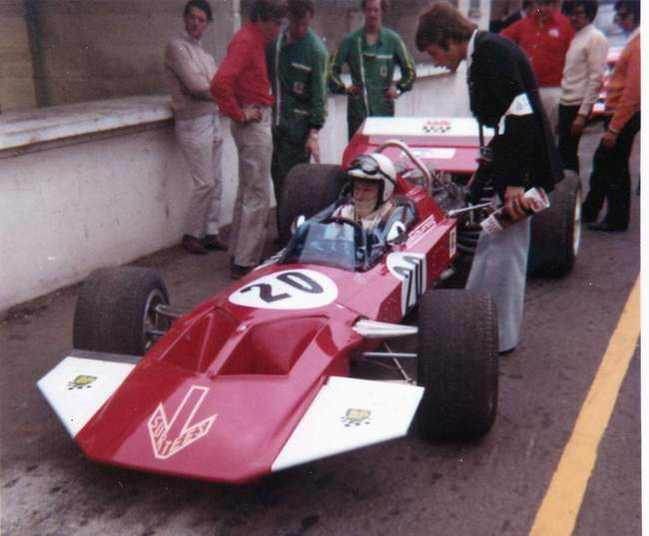
Surtees TS7 dessinée par Peter Connew à Brands-Hatch en 1970.
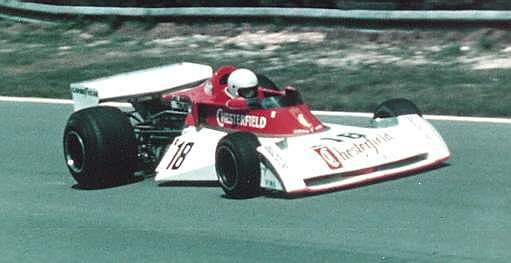
Brett Lunger sur TS19 à Brands-Hatch en 1976.
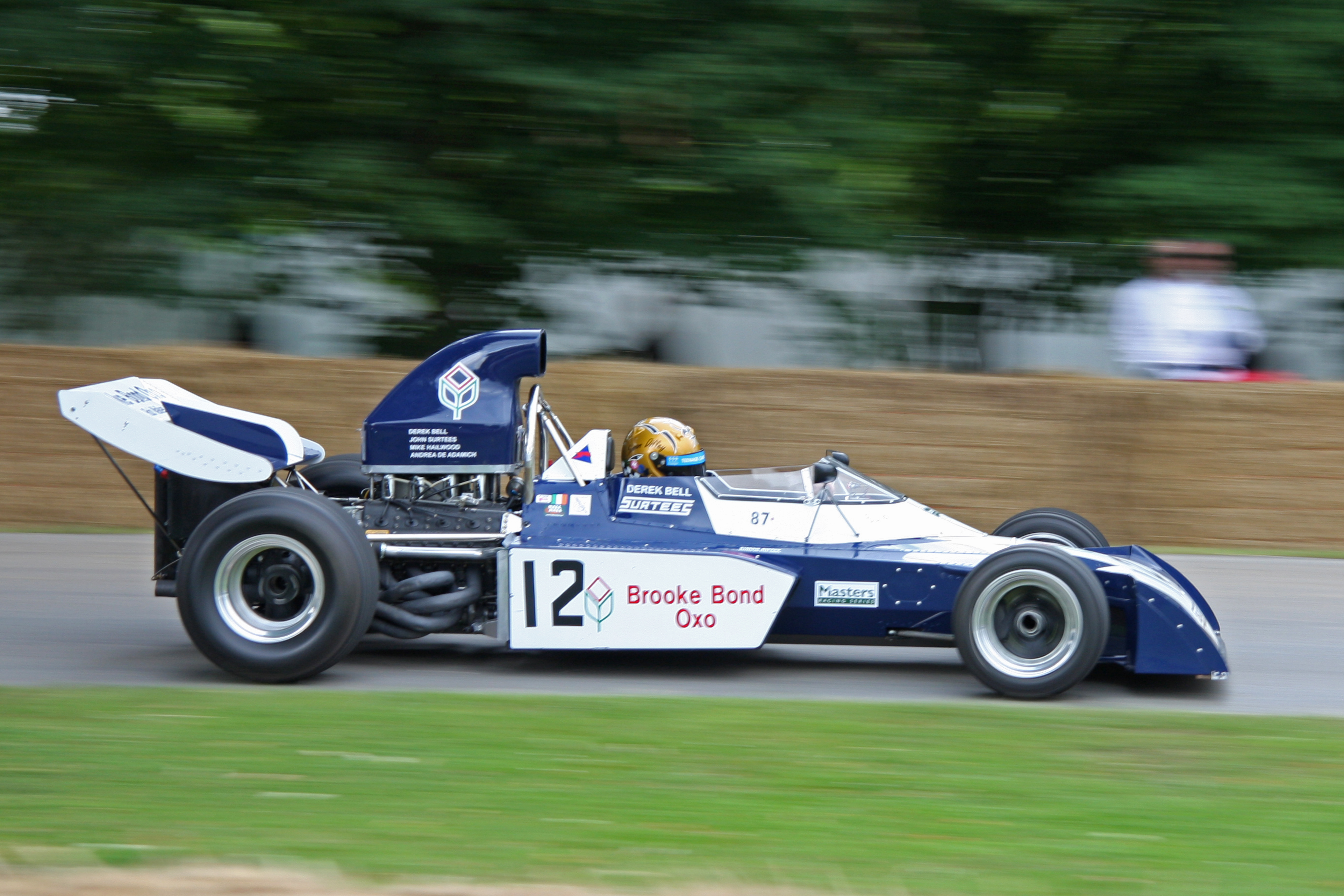
la TS9B de 1972/1973 en démonstration à Goodwood en 2007.